# Józef Pracki (wojskowy)
Józef Gabriel Pracki (ur. 18 marca 1882 w Warszawie, zm. 15 listopada 1935 tamże) – pułkownik lekarz Wojska Polskiego, doktor wszech nauk lekarskich, psychiatra, kawaler Orderu Virtuti Militari.

## Życiorys
Urodził się 18 marca 1882 w Warszawie, ówczesnej stolicy Królestwa Kongresowego, w rodzinie Teodozjusza i Emilii z Budzyńskich. W 1890 rozpoczął naukę w gimnazjum filologicznym w Radomiu. Po dziesięciu latach zdał egzamin dojrzałości. Jesienią 1900 rozpoczął studia na Wydziale Lekarskim Uniwersytetu Warszawskiego. W lutym 1905 uczelnia została zamknięta w następstwie strajków szkolnych. W sierpniu 1906 wyjechał do Kazania, w celu złożenia egzaminów dyplomowych na Fakultecie Medycznym Imperatorskiego Uniwersytetu Kazańskiego. W październiku tego roku otrzymał dyplom lekarza z wyróżnieniem (medicus cum eximia laude). Po powrocie do kraju pracował w szpitalu św. Barbary w Dąbrowie Górniczej. W kwietniu 1907 zatrudnił się w Zakładzie dla nerwowo chorych w Grodzisku, a w marcu 1908 w szpitalu dla nerwowo chorych w Tworkach. Tam początkowo pracował jako nadetatowy ordynator, a od lutego 1909 młodszy ordynator. W czerwcu 1914 zwolnił się z pracy na własną prośbę mając zamiar wyjechać do Anglii na studia.
W sierpniu 1914 został wcielony do armii rosyjskiej jako lekarz rezerwy. Służbę pełnił kolejno w 7 Szpitalu Twierdzy Modlin, 11 Syberyjskiej Dywizji Strzelców, 5 turkiestańskim pułku strzelców (ros. 5-й Туркестанский стрелковый полк) i 264 zapasowym pułku piechoty (ros. 264-й пехотный запасный полк). W grudniu 1917 został zdemobilizowany w stopniu lekarza wojskowego – radcy VII rangi (ros. Надворный советник), który odpowiadał stopniowi podpułkownika w piechocie. W Kijowie wstąpił do Związku Wojskowych Polaków. 30 czerwca 1918 wrócił do Warszawy.
15 lipca 1915, w stopniu porucznika, został przyjęty do Polskiej Siły Zbrojnej i wyznaczony na stanowisko lekarza szkoły podoficerskiej w Ostrowi Łomżyńskiej. 15 października 1918 Rada Regencyjna potwierdziła jego awans na kapitana lekarza. Później pełnił funkcję naczelnego lekarza Domu Ozdrowieńców w Pustelniku i starszego lekarza 1 pułku piechoty. Od września 1919 do września 1920 walczył na froncie przeciwko bolszewikom na stanowisku szefa sanitarnego 18 Dywizji Piechoty, która zyskała przydomek „Żelazna Dywizja”. 24 czerwca 1920 został zatwierdzony z dniem 1 kwietnia 1920 w stopniu podpułkownika, w Korpusie Lekarskim, w grupie oficerów byłych Korpusów Wschodnich i byłej armii rosyjskiej. Wyróżnił się w sierpniu 1920 w bitwie nad Wkrą. 8 lipca 1921 dowódca 18 DP, generał porucznik Franciszek Krajowski sporządził wniosek na odznaczenie orderem „Virtuti Militari”, w którym napisał:

ppłk Józef Pracki (przydzielony MSWojsk. Dep. Sanit.) jako szef sanitarny 18 Dywizji Piechoty w ciężkich walkach pod Płońskiem, Ciechanowem, (...) i Mławą w sierpniu 1920, zorganizował pomoc sanitarną nie zważając na bardzo ciężkie warunki. Nieraz z narażeniem własnego życia urządził czołówki sanitarne pod silnym ogniem artylerii i karabinów nieprzyjaciela i osobiście opatrywał rannych. Odznaczył się stale wytrwałą pracą i energią, odwagą, spokojem i zimną krwią.

 1 czerwca 1921 pełnił służbę w Departamencie VI Sanitarnym Ministerstwa Spraw Wojskowych, a jego oddziałem macierzystym była kompania zapasowa sanitarna nr 1. 3 maja 1922 został zweryfikowany w stopniu pułkownika ze starszeństwem od 1 czerwca 1919 i 48. lokatą w korpusie oficerów sanitarnych (lekarzy). Później został przydzielony do Wojskowej Szkoły Sanitarnej w Warszawie, a jego oddziałem macierzystym był 1 batalion sanitarny. W 1924 był przydzielony do Szefostwa Sanitarnego Dowództwa Okręgu Korpusu Nr I w Warszawie. W 1928 pełnił służbę w Departamencie Zdrowia MSWojsk. na stanowisku inspektora służby zdrowia. W czerwcu 1930 został przeniesiony do Dowództwa Okręgu Korpusu Nr I na stanowisko szefa sanitarnego. 30 kwietnia 1934 został zwolniony z zajmowanego stanowiska, a z dniem 30 czerwca 1934 przeniesiony w stan spoczynku. Mieszkał w Warszawie przy ul. Mokotowskiej 15 m. 7.
Zmarł 15 listopada 1935 w Warszawie wskutek raka żołądka. Został pochowany na Cmentarzu Wojskowym na Powązkach (kwatera A 19, rząd 3, grób 30).
Był żonaty z Jadwigą Zofią z Ignatowskich (zm. 1940), z którą miał córkę Zofię Katarzynę po mężu Węgrzecką (1915–2011), żołnierza Sanitariatu Okręgu Warszawskiego Armii Krajowej, a w czasie powstania warszawskiego pielęgniarkę szpitala polowego przy ul. Jaworzyńskiej 2.

## Ordery i odznaczenia
- Krzyż Srebrny Orderu Wojskowego Virtuti Militari nr 5127[20][21]
- Krzyż Oficerski Orderu Odrodzenia Polski[22]
- Krzyż Walecznych dwukrotnie[22][23]
- Medal Pamiątkowy za Wojnę 1918–1921[1]
- Medal Dziesięciolecia Odzyskanej Niepodległości[1]
- Krzyż Kawalerski francuskiego Orderu Legii Honorowej[24]
- Oficer francuskiego Orderu Palm Akademickich[24]
- międzysojuszniczy Medal Zwycięstwa[25]

14 września 1936 Komitet Krzyża i Medalu Niepodległości odrzucił wniosek o nadanie mu tego odznaczenia „z powodu braku pracy niepodległościowej”.